# Saison 2019-2020 de la LHOu
Saison précédente Saison suivante
La saison 2019-2020 est la 54e saison de hockey sur glace de la Ligue de hockey de l'Ouest. La saison régulière débute le 20 septembre 2019 et devait se terminer le 22 mars 2020, mais la pandémie de COVID-19 qui touche le Canada force la ligue a suspendre la fin de la saison, le 12 mars 2020, avant de finalement l'annuler le 18 mars. 5 jours plus tard, le 23 mars, la LCH annonce l'annulation des séries éliminatoires pour les trois ligues de hockey junior dont la LHOu.

## Saison régulière

### Classement

#### Conférence de l'Est
| Clt   | Équipe                   | PJ | V  | D  | DP | DF | BP  | BC  | Pts |
| ----- | ------------------------ | -- | -- | -- | -- | -- | --- | --- | --- |
| +001, | Raiders de Prince Albert | 64 | 36 | 18 | 6  | 4  | 210 | 160 | 82  |
| +002, | Ice de Winnipeg          | 63 | 38 | 24 | 1  | 0  | 231 | 207 | 77  |
| +003, | Wheat Kings de Brandon   | 63 | 35 | 22 | 4  | 2  | 227 | 173 | 76  |
| +004, | Blades de Saskatoon      | 63 | 34 | 24 | 2  | 3  | 211 | 197 | 73  |
| +005, | Pats de Regina           | 63 | 21 | 34 | 6  | 2  | 183 | 258 | 50  |
| +006, | Warriors de Moose Jaw    | 62 | 14 | 44 | 4  | 0  | 146 | 291 | 32  |

- En gras : vainqueur de la division
- En italique : qualifié pour les séries éliminatoires

| Clt   | Équipe                   | PJ | V  | D  | DP | DF | BP  | BC  | Pts |
| ----- | ------------------------ | -- | -- | -- | -- | -- | --- | --- | --- |
| +001, | Oil Kings d'Edmonton     | 64 | 42 | 12 | 6  | 4  | 239 | 167 | 94  |
| +002, | Tigers de Medicine Hat   | 63 | 41 | 19 | 2  | 1  | 265 | 182 | 85  |
| +003, | Hurricanes de Lethbridge | 63 | 37 | 19 | 2  | 5  | 249 | 193 | 81  |
| +004, | Hitmen de Calgary        | 64 | 35 | 24 | 4  | 1  | 219 | 201 | 75  |
| +005, | Rebels de Red Deer       | 63 | 24 | 33 | 3  | 3  | 181 | 250 | 54  |
| +006, | Broncos de Swift Current | 63 | 10 | 48 | 2  | 3  | 129 | 298 | 25  |

- En gras : champion de Conférence
- En italique : qualifié pour les séries éliminatoires

#### Conférence de l'Ouest
| Clt   | Équipe                   | PJ | V  | D  | DP | DF | BP  | BC  | Pts |
| ----- | ------------------------ | -- | -- | -- | -- | -- | --- | --- | --- |
| +001, | Blazers de Kamloops      | 63 | 41 | 18 | 3  | 1  | 271 | 166 | 86  |
| +002, | Royals de Victoria       | 64 | 32 | 24 | 6  | 2  | 176 | 190 | 72  |
| +003, | Giants de Vancouver      | 62 | 32 | 24 | 4  | 2  | 189 | 166 | 70  |
| +004, | Rockets de Kelowna       | 63 | 29 | 28 | 3  | 3  | 181 | 208 | 64  |
| +005, | Cougars de Prince George | 62 | 20 | 34 | 4  | 4  | 144 | 205 | 48  |

- En gras : vainqueur de la division
- En italique : qualifié pour les séries éliminatoires

| Clt   | Équipe                  | PJ | V  | D  | DP | DF | BP  | BC  | Pts |
| ----- | ----------------------- | -- | -- | -- | -- | -- | --- | --- | --- |
| +001, | Winterhawks de Portland | 63 | 45 | 11 | 3  | 4  | 270 | 164 | 97  |
| +002, | Silvertips d'Everett    | 63 | 46 | 13 | 3  | 1  | 228 | 142 | 96  |
| +003, | Chiefs de Spokane       | 64 | 41 | 18 | 4  | 1  | 258 | 179 | 87  |
| +004, | Thunderbirds de Seattle | 63 | 24 | 32 | 4  | 3  | 175 | 240 | 55  |
| +005, | Americans de Tri-City   | 63 | 17 | 40 | 4  | 2  | 157 | 302 | 40  |

- En gras : champion de la ligue
- En italique : qualifié pour les séries éliminatoires

### Meilleurs pointeurs
| Nom             | Équipe                   | PJ | B  | A  | Pts | Pun |
| --------------- | ------------------------ | -- | -- | -- | --- | --- |
| Adam Beckman    | Chiefs de Spokane        | 63 | 48 | 59 | 107 | 18  |
| Seth Jarvis     | Winterhawks de Portland  | 58 | 42 | 56 | 98  | 24  |
| James Hamblin   | Tigers de Medicine Hat   | 63 | 36 | 56 | 92  | 35  |
| Zane Franklin   | Blazers de Kamloops      | 63 | 29 | 62 | 91  | 89  |
| Connor Zary     | Blazers de Kamloops      | 57 | 38 | 48 | 86  | 51  |
| Eli Zummack     | Chiefs de Spokane        | 64 | 22 | 64 | 86  | 18  |
| Dylan Cozens    | Hurricanes de Lethbridge | 51 | 38 | 47 | 85  | 38  |
| Orrin Centazzo  | Blazers de Kamloops      | 63 | 44 | 37 | 81  | 33  |
| Aliaksei Protas | Raiders de Prince Albert | 58 | 31 | 49 | 80  | 8   |
| Brett Kemp      | Tigers de Medicine Hat   | 62 | 30 | 47 | 77  | 43  |

### Meilleurs gardiens
| Nom             | Équipe               | PJ | Min   | V  | D  | DP | DF | Bl | Moy  | %Arr |
| --------------- | -------------------- | -- | ----- | -- | -- | -- | -- | -- | ---- | ---- |
| Dustin Wolf     | Silvertips d'Everett | 46 | 2 713 | 34 | 10 | 2  | 0  | 9  | 1,88 | 93,5 |
| Shane Farkas    | Royals de Victoria   | 28 | 1 585 | 18 | 7  | 1  | 0  | 2  | 2,20 | 92,9 |
| Dylan Garand    | Blazers de Kamloops  | 42 | 2 443 | 28 | 10 | 2  | 1  | 4  | 2,21 | 92,1 |
| Sebastian Cossa | Oil Kings d'Edmonton | 33 | 1 880 | 21 | 6  | 2  | 1  | 4  | 2,23 | 92,1 |
| David Tendeck   | Giants de Vancouver  | 35 | 2 017 | 18 | 13 | 1  | 1  | 3  | 2,29 | 92   |

## Séries éliminatoires
Le 18 mars la pandémie de COVID-19 force la LCH à annuler la fin de la saison régulière de la ligue  puis 5 jours plus tard, le 23 mars, elle annonce l'annulation des séries éliminatoires pour les trois ligues de hockey junior dont la LHOu.

## Récompenses
- Trophée Scotty-Munro, remis au champion de la saison régulière : Winterhawks de Portland
- Trophée commémoratif des quatre Broncos, remis au meilleur joueur : Adam Beckman (Chiefs de Spokane)[5]
- Trophée Daryl-K.-(Doc)-Seaman, remis au meilleur joueur étudiant : Dylan Garand (Blazers de Kamloops)[5]
- Trophée Bob-Clarke, remis au meilleur pointeur : Adam Beckman (Chiefs de Spokane)[5]
- Trophée Brad-Hornung, remis au joueur ayant le meilleur esprit sportif : Seth Jarvis (Winterhawks de Portland)[5]
- Trophée commémoratif Bill-Hunter, remis au meilleur défenseur :  Ty Smith (Chiefs de Spokane)[5]
- Trophée Jim-Piggott, remis à la meilleure recrue :  Dylan Guenther (Oil Kings d'Edmonton)[5]
- Trophée Del-Wilson, remis au meilleur gardien :  Dustin Wolf (Silvertips d'Everett)[5]
- Trophée Dunc-McCallum, remis au meilleur entraîneur :  Brad Lauer (Oil Kings d'Edmonton)[5]
- Trophée Lloyd-Saunders, remis au membre exécutif de l'année : Peter Anholt (Hurricanes de Lethbridge)[5]
- Trophée Allen-Paradice, remis au meilleur arbitre : Jeff Ingram[5]
- Trophée St. Clair Group, remis au meilleur membre des relations publique : Hurricanes de Lethbridge[5]
- Trophée Doug-Wickenheiser, remis au joueur ayant démontré la meilleure implication auprès de sa communauté :  Riley Fiddler-Schultz (Hitmen de Calgary)[5]
- Trophée plus-moins de la LHOu, remis au joueur ayant le meilleur ratio +/- :
- Trophée airBC, remis au meilleur joueur en série éliminatoire : Non décerné
- Alumni Achievement Awards :

### Équipes d'étoiles

#### Conférence de l'Est
| Position       | Joueur           | Équipe                   |
| -------------- | ---------------- | ------------------------ |
| Gardien de but | Jiri Patera      | Wheat Kings de Brandon   |
| Défenseur      | Calen Addison    | Hurricanes de Lethbridge |
| Défenseur      | Braden Schneider | Wheat Kings de Brandon   |
| Attaquant      | Dylan Cozens     | Hurricanes de Lethbridge |
| Attaquant      | James Hamblin    | Tigers de Medicine Hat   |
| Attaquant      | Aliaksei Protas  | Raiders de Prince Albert |

| Position       | Joueur            | Équipe                   |
| -------------- | ----------------- | ------------------------ |
| Gardien de but | Max Paddock       | Raiders de Prince Albert |
| Défenseur      | Alex Cotton       | Hurricanes de Lethbridge |
| Défenseur      | Matthew Robertson | Oil Kings d'Edmonton     |
| Attaquant      | Mark Kastelic     | Hitmen de Calgary        |
| Attaquant      | Peyton Krebs      | Ice de Winnipeg          |
| Attaquant      | Riley Sawchuk     | Oil Kings d'Edmonton     |

#### Conférence de l'Ouest
| Position       | Joueur        | Équipe                  |
| -------------- | ------------- | ----------------------- |
| Gardien de but | Dustin Wolf   | Silvertips d'Everett    |
| Défenseur      | Johnny Ludvig | Winterhawks de Portland |
| Défenseur      | Ty Smith      | Chiefs de Spokane       |
| Attaquant      | Adam Beckman  | Chiefs de Spokane       |
| Attaquant      | Seth Jarvis   | Winterhawks de Portland |
| Attaquant      | Connor Zary   | Blazers de Kamloops     |

| Position       | Joueur            | Équipe                  |
| -------------- | ----------------- | ----------------------- |
| Gardien de but | Joel Hofer        | Winterhawks de Portland |
| Défenseur      | Bowen Byram       | Giants de Vancouver     |
| Défenseur      | Jake Christiansen | Silvertips d'Everett    |
| Attaquant      | Zane Franklin     | Blazers de Kamloops     |
| Attaquant      | Bryce Kindopp     | Silvertips d'Everett    |
| Attaquant      | Eli Zummack       | Chiefs de Spokane       |